# Гулитиен ап Ноуи
Гулидиен (валл. Gwlyddien) или Клотен (англ. Cloten) (600 или 630—670) — король Диведа (650—670) и Брихейниога (около 655—670).

## Биография
Гулидиен — сын короля Диведа Ноуи Старого. В 650 году Гулидиен стал королём Диведа, наследуя отцу. Его пятиюродный брат, правитель Истрад-Тиви и Брихейниога, Элисед ап Исгорд умер, будучи женат на Кейндрих, дочери Риваллона Брихейниогского. Гулидиен взял в жены Кейндрих и таким образом стал королём Диведа, Истрад-Тиви и Брихейниога.
В 670 году Гулидиен умер, ему наследовал его сын Катен.